# فرودگاه توتوری
فرودگاه توتوری (به انگلیسی: Tottori Airport) یک فرودگاه همگانی با کد یاتا TTJ است که یک باند فرود آسفالت بتن دارد و طول باند آن ۲۰۰۰ متر است. این فرودگاه در شهر توتوری کشور ژاپن قرار دارد .

## شرکت‌های هواپیمایی و مقصدهای پروازی
| شرکت‌های هواپیمایی | مقصدهای پروازی |
| ----------------- | -------------- |
| آل نیپون ایرویز   | هانه‌دا         |

All Nippon Airways is the sole air carrier at Tottori Airport. It maintains several flights to and from Tokyo Haneda per day, almost all on a fleet of بوئینگ ۷۳۷s.